# Епархия Нантера

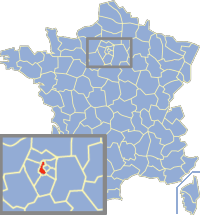
Географическое расположение епархии Нантера

Епархия Нантера (лат.  Dioecesis Nemptodurensis) — епархия Римско-Католической церкви с центром в городе Нантер, Франция. Епархия Нантера распространяет свою юрисдикцию на территорию департамента О-де-Сен. Епархия Нантера входит в митрополию Парижа. Кафедральным собором епархии Нантера является Собор Святых Геновефы и Маврикия.

## История
9 октября 1966 года Римский папа Павел VI издал буллу Qui volente Deo, которой учредил епархию Нантера, выделив её из епархии Версаля.

## Ординарии епархии
- епископ Жак Мари Деларю (9.10.1966 — † 23.08.1982);
- епископ Франсуа-Мари-Кристьян Фавро (8.09.1983 — 18.06.2002);
- епископ Жерар Антуан Дакур (18.06.2002 — 14.11.2013);
- епископ Мишель Опети (4.04.2014 — 7.12.2017);
- епископ Маттьё Руже (5 июня 2018 — по настоящее время).

## Источник
- Annuario Pontificio, Libreria Editrice Vaticana, Città del Vaticano, 2003, ISBN 88-209-7422-3
- Булла Qui volente Deo  (лат.)